# Religião no Egito

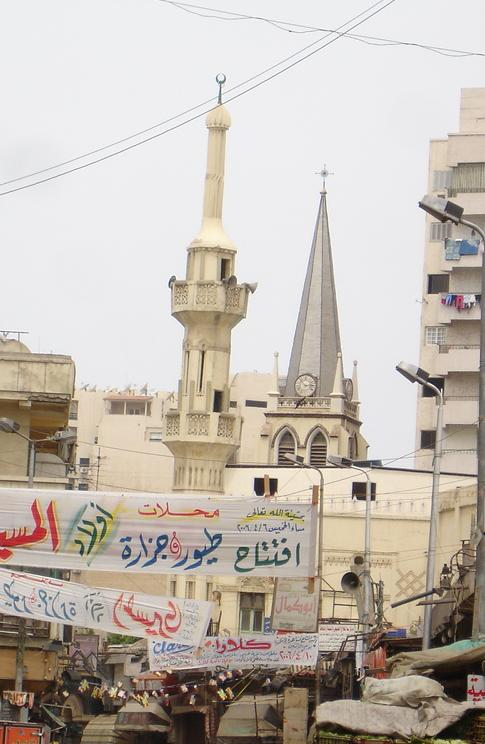
Uma cena religiosa comum no Egito: uma mesquita ao lado de uma igreja.

Religião no Egito controla muitos aspectos da vida social e é aprovada por lei. A religião oficial do Egito é o Islã, embora as estimativas variem muito na ausência de estatísticas oficiais. Desde o censo de 2006, a religião foi excluída e, portanto, as estatísticas disponíveis são estimativas feitas por agências religiosas e não governamentais. O país é majoritariamente muçulmano sunita (estimado em 85-95% da população), com o segundo maior grupo religioso sendo os cristãos ortodoxos coptas (com estimativas variando de 5-15%). Os números exatos estão sujeitos a controvérsia, com os cristãos alegando que foram sistematicamente subcontados nos censos existentes.
O Egito hospeda duas grandes instituições religiosas. Mesquita Al-Azhar, fundada em 970 d.C. pelos Fatimidas como a primeira universidade islâmica no Egito e a Igreja Copta Ortodoxa de Alexandria estabelecida em meados do século I por São Marcos.
No Egito, muçulmanos e cristãos partilham uma história , identidade nacional, etnia, raça, cultura e língua comuns.
Em 2002, sob o governo Mubarak, o Natal copta (7 de janeiro) foi reconhecido como feriado oficial, embora os cristãos se queixem de estarem minimamente representados na aplicação da lei, na segurança do Estado e em cargos públicos, e de serem discriminados no mercado de trabalho em a base de sua religião.